# Gnathothlibus eras
Gnathothlibus eras là một loài bướm đêm thuộc họ Sphingidae. Loài này có ở phía đông quần đảo Sunda (from Java eastward), Sulawesi, Moluccas, Philippines, New Guinea, quần đảo Solomon, Micronesia và phía đông Úc.

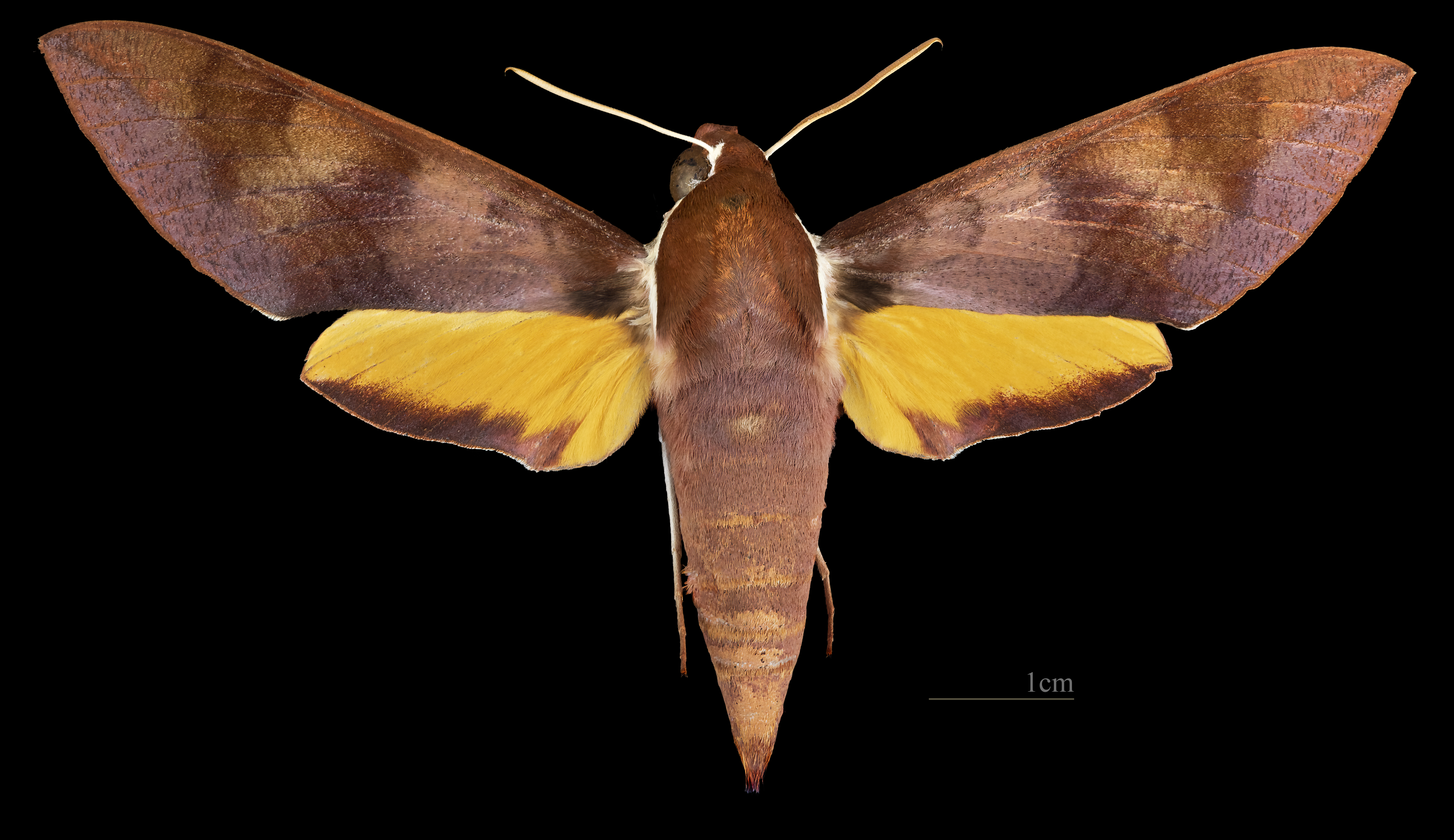
♀
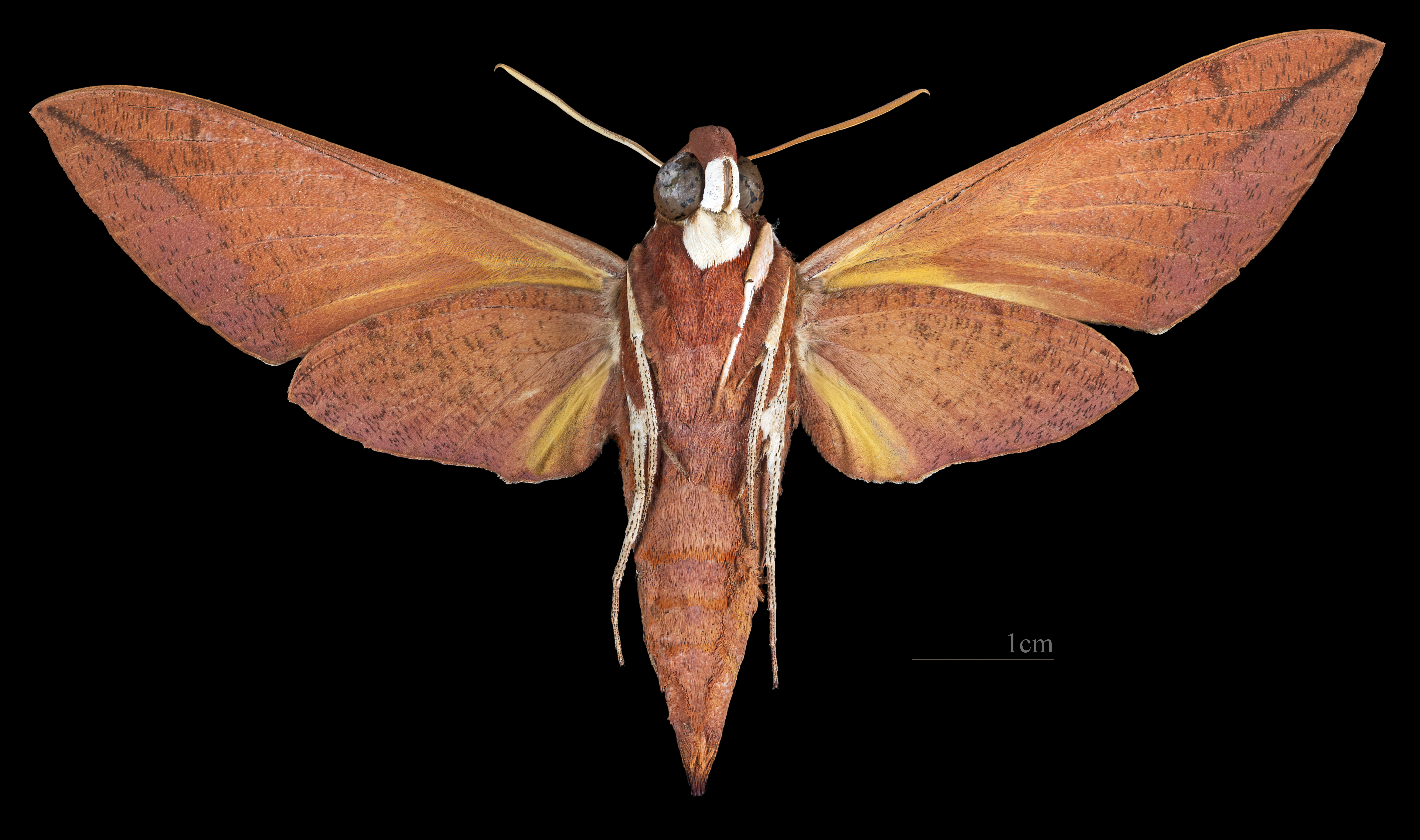
♀ △